# Orthogeomys matagalpae
Orthogeomys matagalpae е вид бозайник от семейство Гоферови (Geomyidae).

## Разпространение
Видът е разпространен в Никарагуа и Хондурас.